# Lazarus Chakwera
Lazarus Chakwera, född 1955, är en malawisk teolog och politiker, som är Malawis president sedan 2020.
Efter att landets högsta domstol i februari 2020 ogiltigförklarat presidentvalet 2019, där den sittande presidenten Peter Mutharika vann, ägde ett nytt presidentval rum 2020. I detta val fick Chakwera 59 % av rösterna och tillträdde ämbetet 20 juni 2020. 